# Paingod
 Paingod war eine amerikanische Groove- und Thrash-Metal-Band aus Lake Worth im Palm Beach County in Florida.

## Geschichte
Die Band wurde ursprünglich unter dem Namen Raped Ape gegründet und benannte sich später in Paingod um. Unter diesem Namen erschien 1995 ein Demo, von dem der gleichnamige Song auf dem Metal-Blade-Sampler Metal Massacre XII veröffentlicht wurde.
In der Folge nahm Century Media die Gruppe unter Vertrag und veröffentlichte 1997 – erneut unter dem Titel Paingod – das einzige Album des Quartetts.
Nachdem sich die Paingod aufgelöst hatte, waren einzelne Musiker später teilweise auch für andere Bands aktiv. So ist Gitarrist John Paul Soars beispielsweise auf dem Album In Cold Blood von Malevolent Creation zu hören und war später Mitgründer von Divine Empire.  J. C. Dwyer agierte im Jahr 2004 beispielsweise als Ersatz-Schlagzeuger auf der 2004er Europa-Tournee von Pro-Pain.

## Stil
Martin Popoff stellte in seinem Buch The Collector’s Guide of Heavy Metal Volume 3: The Nineties fest, dass die Band auf dem Album eine Mischung aus Groove Metal und Hardcore Punk spielt, die mit der Musik von downset., Nothingface, I’M’L, Madball und Biohazard vergleichbar sei. Matthias Weckmann vom Metal Hammer schrieb über das Album, dass es der Band hierauf an Eigenständigkeit fehlt, da sie wie eine schlechtere Kopie von Machine Head, Pantera und Biohazard klinge.

## Diskografie
- 1995: Paingod (Demo)
- 1997: Paingod (Album, Century Media)